# Tia Ballard
Tia Lynn Ballard (Paris, 11 maggio 1986) è una doppiatrice e attrice statunitense affiliata a Funimation.

## Doppiaggio (Parziale)

### Serie televisive anime
- Mizore Shirayuki in Rosario + Vampire (2008)
- Ruon Kamiyama in RIN - Le figlie di Mnemosyne (2010)
- Amaki Suwa in Strike Witches (2010)
- Kusano in Sekirei (2010-2012)
- Elizabeth Mably e Ticy in  Freezing  (2010)
- Happy in Fairy Tail (2011-2019)
- Rin Ogata in Rideback (2011)
- Megumi Shimizu in Shi ki (2012)
- Eros in Asobi ni Iku yo! (2012)
- Komari Kamikita in Little Busters! (2013)
- Hannah Diamant in L'attacco dei giganti  (2014)
- Mari Kurihara in Prison School (2015)
- Rinko Yamato in My Love Story!! (2016)
- Sylph (Bell) in Black Clover (2017-2021)
- Entoma Vasilissa Zeta in Overlord  (2018)
- Tomoko Shiretoko / Ragdoll in My Hero Academia (2018-in corso)
- Zero Two in Darling in the Franxx (2018)
- Itsuki Nakano in The Quintessential Quintuplets (2019)
- Kagura Sohma in Fruits Basket (2019-2021)
- Rein in Darwin's Game (2020)
- Irina in Tsuki to Laika to Nosferatu (2021)
- Naenia in The Case Study of Vanitas (2021)
- Selena in I viaggi della strega - The Journey of Elaina (2021)
- Mizuho Nanba in Born to Be on Air! (2021)
- Kao in Akebi's Sailor Uniform (2022)
- Miyahira in Aharen-san wa hakarenai (2022)
- Ayaka in Alé alé alé o-o (2022)
- Shuna in That Time I Got Reincarnated as a Slime  (2022)
- Melfina in Black Summoner (2023)
- Mimihime in Heavenly Delusion (2023)

### Film d'animazione
- Midori Kitakami in Evangelion: 3.0 You Can (Not) Redo (2012)
- Z da bambino in One Piece Film: Z (2014)
- Marron in Dragon Ball Z - La resurrezione di 'F' (2015)

### Videogiochi
- Voci aggiuntive in Street Fighter V (2016)
- Marron in Dragon Ball Z: Kakarot (2020)